# Kühtaistraße
De Kühtaistraße (L237) is een 17,10 kilometer lange Landesstraße (lokale weg) in het district Imst in de Oostenrijkse deelstaat Tirol. De weg begint in het centrum van Oetz en loopt bergop in noordelijke richting. De weg volgt de loop van de Stuibenbach (of Nederbach) en bereikt via Ochsengarten langs het Speicher Längental en de Dortmunder Hütte (1949 m.ü.A.) het wintersportoord Kühtai. Daar gaat de weg over in de Sellraintalstraße (L13), waar gelijk de Kühtaisattel gelegen is. Het beheer van de straat valt onder de Straßenmeisterei Umhausen.